# Nilo Mazini
Nilo Mazini (Miraí, 18 de setembro de 1933), foi um Politico Brasileiro filiado a Partido Democrático Social (PDS). Foi eleito prefeito de Santo Expedito (São Paulo) nas eleições de 1968 e 1976.

## Biografia
Nascido no distrito Dores da Vitória em Miraí, logo se mudou para Santo Expedito para onde iniciou sua carreira na politica cedo. Na época ele se tornou vereador em 1960 logo após a emancipação da cidade que antes era distrito de Álvares Machado.
Ele foi eleito anos depois em 1969 como Prefeito de Santo Expedito e reeleito em 1977, onde durante seu mandato construiu a escola EEPSG José Gilmar Mazini, construiu a estra vicinal de Presidente Prudente a Flora Rica passando por Alfredo Marcondes e Santo Expedito.
Após ter um Enfarte agudo do miocárdio ele foi levado ao hospital da Santa Casa de Presidente Prudente em uma terça-feira, morrendo 3 dias depois em 18 de novembro em 1994.